# 法尔斯山
法尔斯山（荷兰语：Vaalserberg，意为“法尔斯的山”）位于荷兰南部林堡省，临近赋予其名的城市法尔斯（Vaals），海拔322.7米，是欧洲区荷兰的最高点。
法尔斯山曾经是荷兰最高点。2010年10月10日，荷属安的列斯解体，五座岛屿中有三座并入荷兰本土成为荷兰直辖的行政区，因此萨巴岛上的西内里山成为荷兰新的最高点。

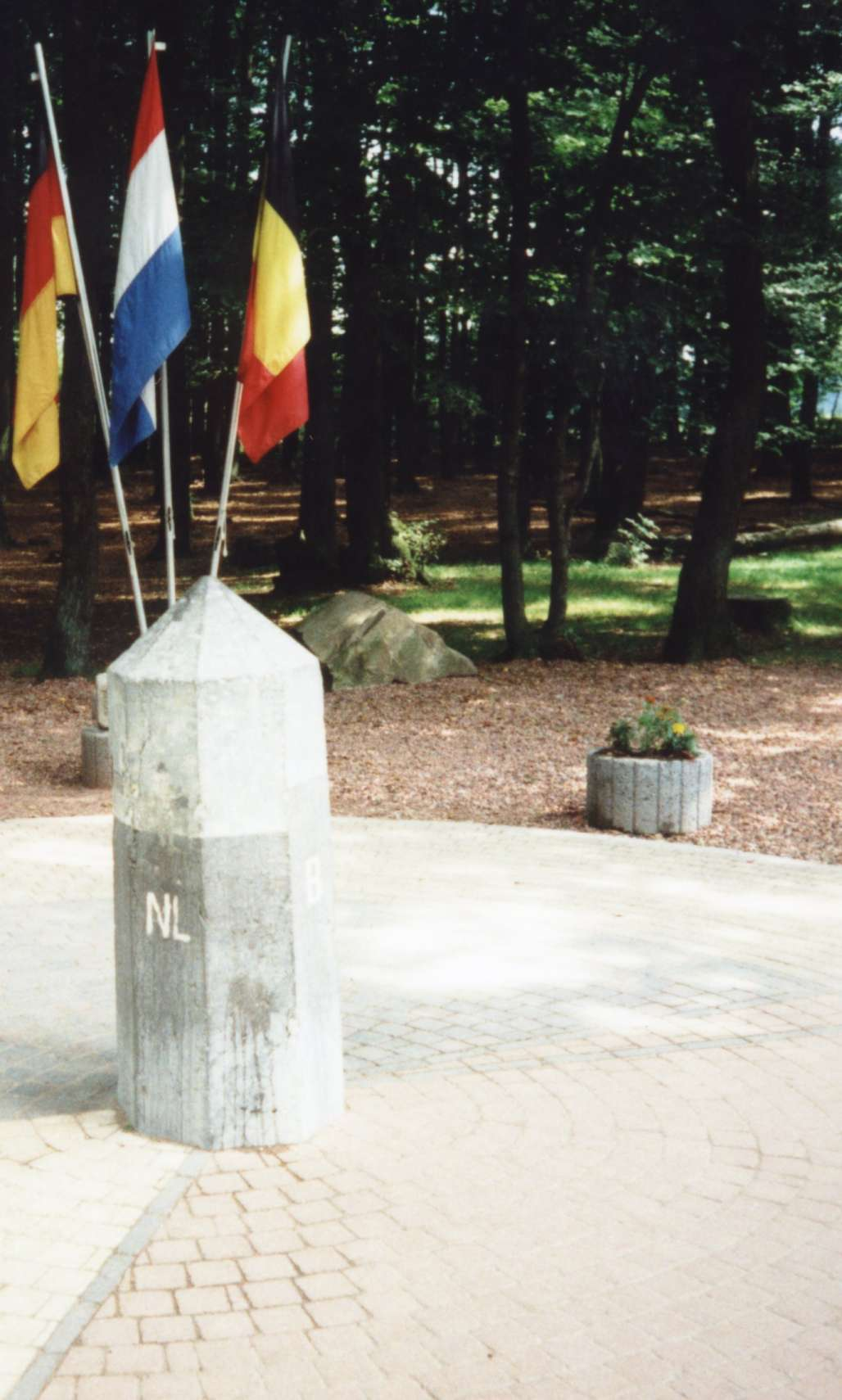
三国点

## 三国点
法尔斯山是荷兰、德国和比利时三国边界的交点，因此又称为“三国点（荷兰语：Drielandenpunt，德语：Dreiländereck，法语：Trois Frontières）”。这是法尔斯山吸引游客的亮点之一。

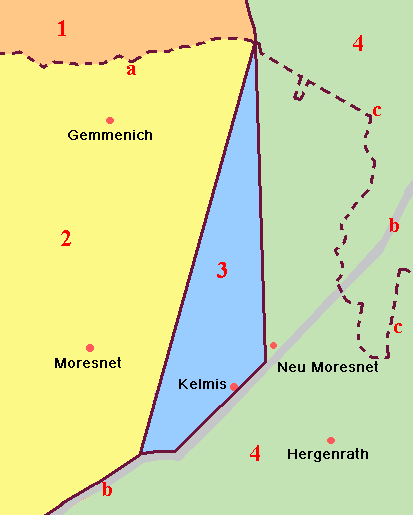
说明:
(1) 荷兰 林堡省
(2) 比利时 (previously Dutch) 列日省
(3) 莫雷斯内特
(4) 普鲁士王国 莱茵省

在1830年至1919年，这里是“四国点”，历史上的袖珍国家莫雷斯内特也在这里有国界。

## 四界路
通往三国点的路在比利时和德国境内都称作“三界路”，但在荷兰境内被称作“四界路”，或许和历史上的莫里斯尼特有关。

## 自行车赛
法尔斯山是自行车马斯特里赫特金杯赛赛路上，选手需要爬山到半山腰。